# Patricia Piccinini
Pour les articles homonymes, voir Piccinini.
Patricia Piccinini est une artiste australienne née à Freetown, Sierra Leone, en 1965.
Patricia Piccinini travaille depuis les années 1990 aux rapports entre la nature, les sciences et les biotechnologies. Quoiqu'étant d'une sensibilité proche des bio-artistes, elle ne travaille pas à partir du vivant, mais à partir des représentations du vivant et de leur réception, à travers l'imagerie numérique en particulier.
Des sculptures hyperréalistes de créatures imaginaires, une souris – bien réelle – avec une oreille vivante implantée dans le dos, sur l'épaule d'une mannequin, sont quelques-unes des façons dont Piccinini brouille les pistes. Sans inséminer de jugement particulier dans ses œuvres, elle parvient toutefois à susciter un malaise tangible à travers des travaux qui hésitent entre anticipation et science-fiction.
Dans Still Life with stem cells, photo numérique, une petite fille joue avec des ergots en silicones qui ressemblent comme deux gouttes d'eau au pod de David Cronenberg ; ces ergots sont inspirés des formes de figures embryonnaires, à la fois repoussantes et sympathiques. Dans Synthetic Organism, une créature du même acabit est photographiée dans des photos de genre amateur, qui lui donnent une vie et une expressivité « réelles ».